# Zethus peruvicus
Zethus peruvicus (лат.) — вид одиночных ос рода Zethus из семейства Vespidae (Eumeninae), обитающий в Южной Америке (Перу).

## Описание
Мелкие осы, длина около 1 см. Основная окраска чёрная с жёлтыми и оранжевыми отметинами. От близких видов отличается двузубчатой вершиной клипеуса с выемкой, средние бёдра с пучком отстоящих волосков; постглазничная область головы равна ширине глаза у выемки. Средние голени самцов с 2 шпорами. Усики 12-члениковые у самок и 13-члениковые у самцов.
Включён в состав подрода Zethoides, где входит в видовую группу Zethus olmecus. В группу включают несколько видов, в том числе Z. chapadensis, Z. hermesi, Z. nodosus и Z. utingensis, Z. notatus, Z. pygmaeus, Z. thoracicus и Z. toltecus.